# ديلروي ألين
ديلروي ألين (بالإنجليزية: Delroy Allen)‏ هو لاعب كرة قدم أمريكي، ولد في 6 أكتوبر 1956 في مونتيغو باي في جامايكا. لعب مع تلسا رافنكس.